# Helicron
Helicron — аэромобиль, построенный в единственном экземпляре в 1932 году во Франции. Конструктор и изготовитель неизвестен. Восстановлен в 2000 году. В данный момент находится в Lane Motor Museum в штате Теннесси, США. Автомобиль допускался к езде по публичным дорогам во Франции.

## Конструкция
«Эликрон» построен на шасси автомобиля классической компоновки французской автомобильной фирмы Rosengart. Шасси развёрнуто на 180 градусов, поэтому управляемые колёса стали задними, и только у задних колёс есть пружины. Двигатель расположен спереди и вращает тянущий четырёхлопастный деревянный воздушный винт — единственный движитель машины (привода на колёса нет). Кузов двухместный, без дверей, места водителя и пассажира расположены друг за другом, как в лёгком самолёте. Автомобиль имеет длину 4280 мм, массу 454 кг и способен разгоняться до скорости 121 км/ч. Оригинальный двигатель был оппозитный двухцилиндровый (утерян). У автомобиля нет педали газа, вместо неё — рычаг управления дросселем.

## Реставрация
Автомобиль был найден в сарае во Франции в 2000 году. Из оригинальных узлов при реставрации оставили раму, спицевые колёса, приборную панель, руль, рулевой механизм, тормоза и фары. Оригинальный оппозитный двухцилиндровый двигатель не нашли, и вместо него был установлен четырёхцилиндровый двигатель от Citroën.

## Оценки
Старший редактор известного автомобильного интернет-издания Jalopnik Джейсон Торчинский ознакомился с «Эликроном» 15 сентября 2016 года и охарактеризовал его как "машину, способную измельчать пешеходов".